# Hovekanal
L'Hovekanal és un canal navegable de 2 700 metres al barri de l'illa de Veddel al port d'Hamburg a Alemanya. Connecta els canals Peutekanal i Moorkanal al Müggenburger Kanal. Connectat amb l'Elba via el Peutekanal, queda sotmès al moviment de la marea.

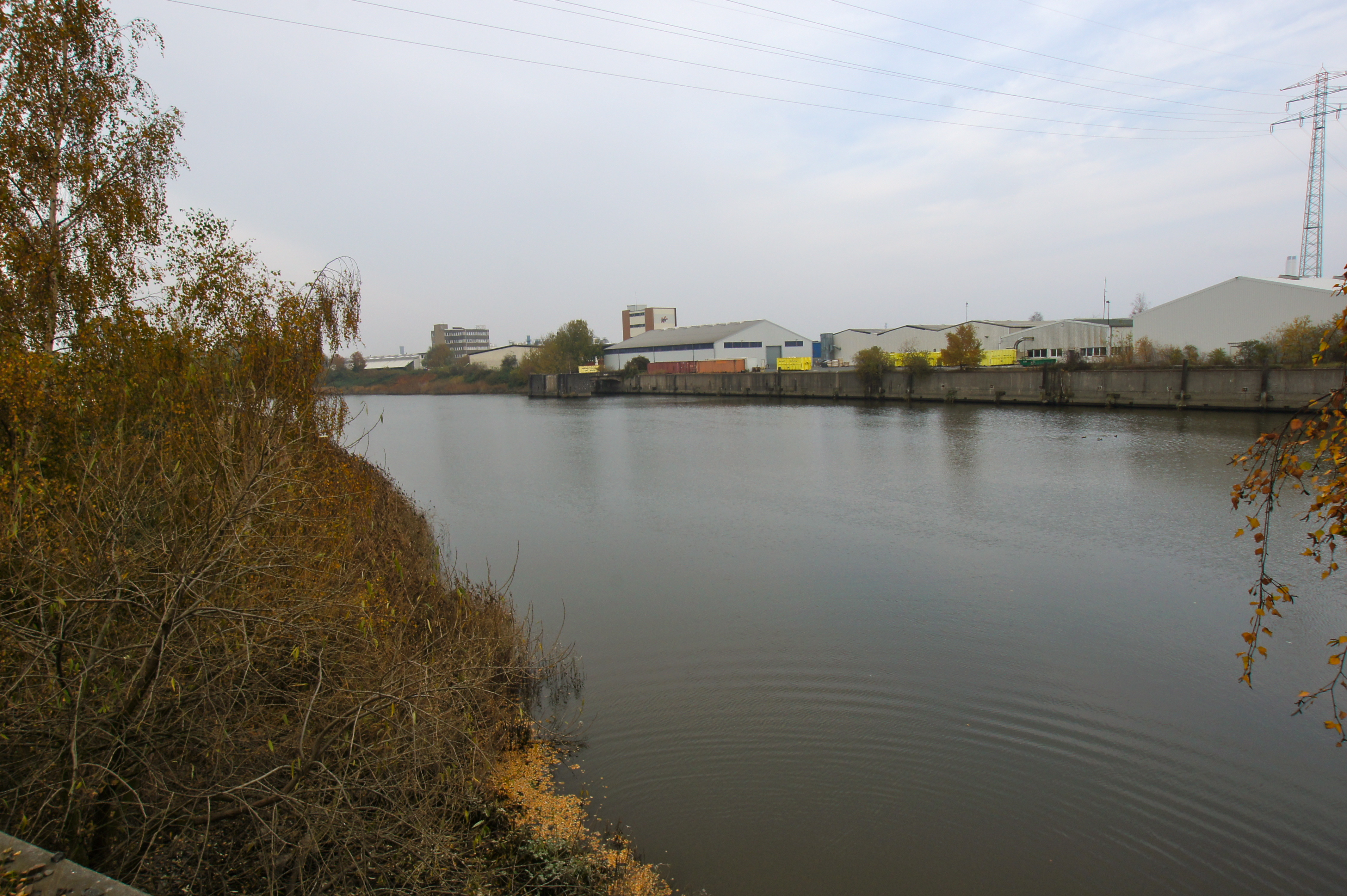
La punta oriental del Hovekanal

El canal que connecta via el Peutekanal amb l'Elba i els ports interiors del Müggenburger Zollhafen i de l'Spreehafen va caure en desús des dels anys 1980. Moltes fàbriques a les seves ribes van tancar. L'Hovekanal podria recobrar al futur el seu paper original: empreses noves s'instal·len a la zona i estudien la possibilitat d'utilitzar transbordadors de contenidors exprés des del port marítim, per tal d'evitar certes carreteres i ponts al límit de la seva capacitat a l'interior del port d'Hamburg.

## Galeria

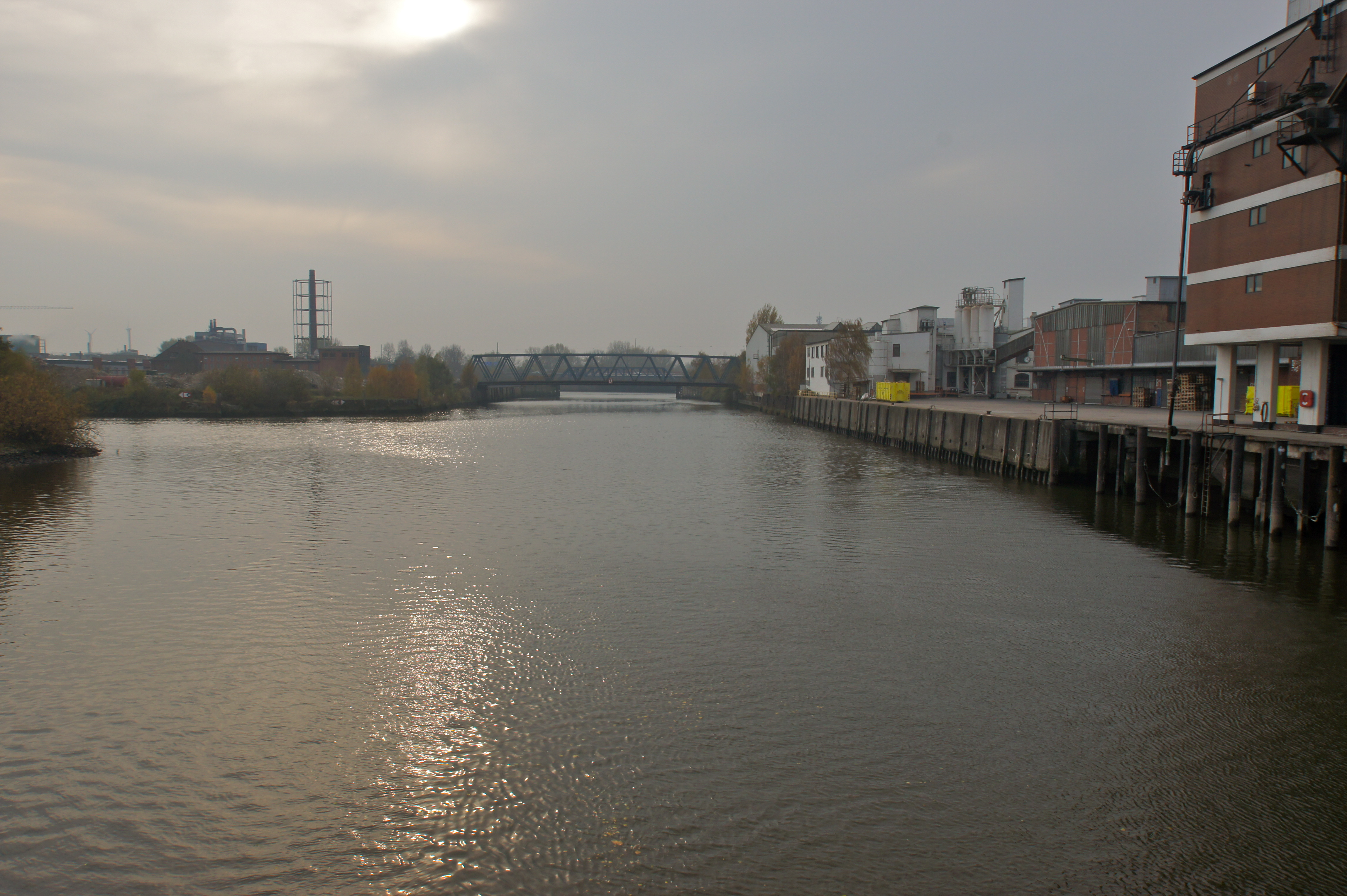
L'Hovekanal (esquerra) desemboca al Peutekanal
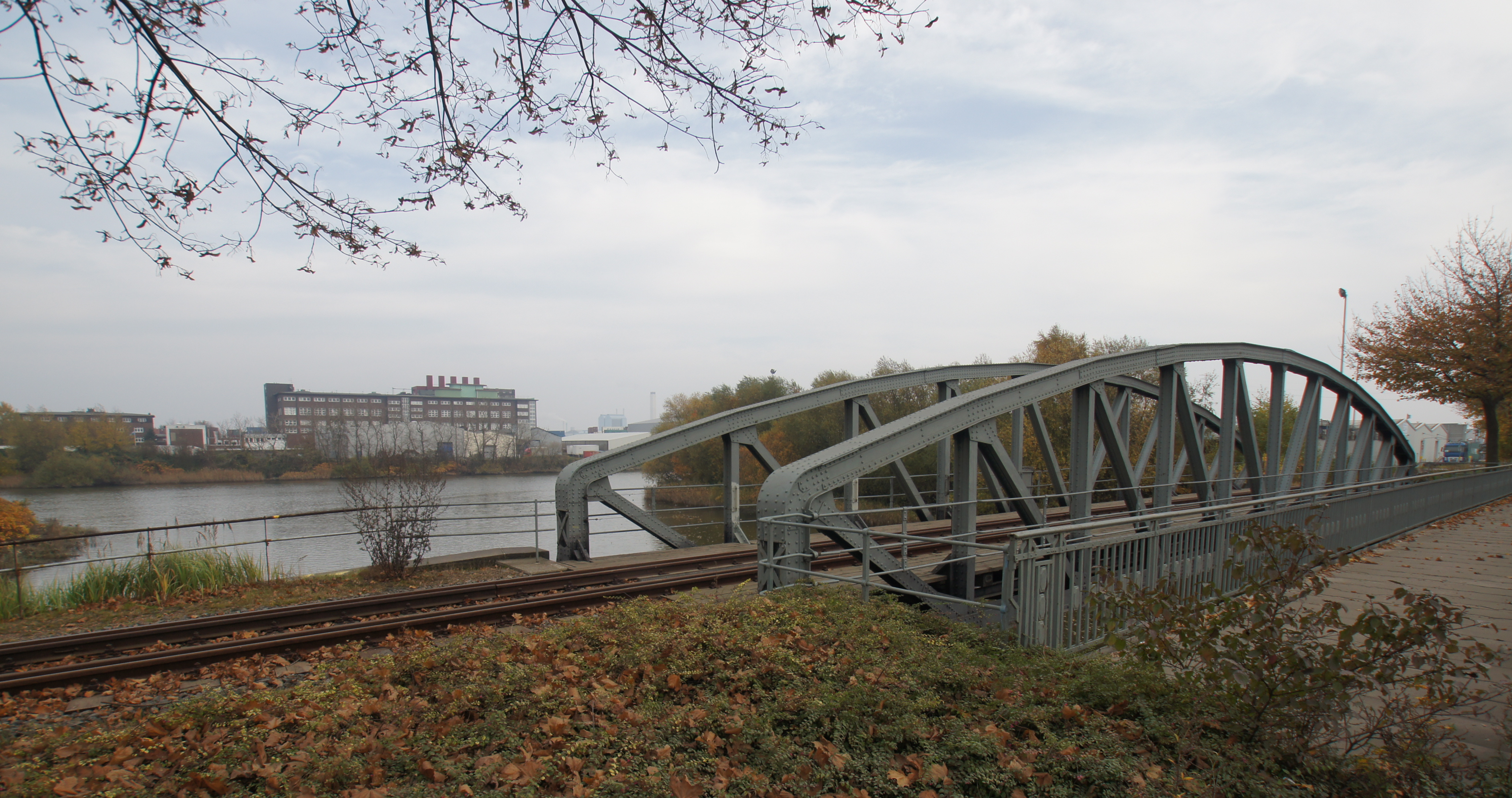
El canal vist des del pont ferroviari del Moorkanal
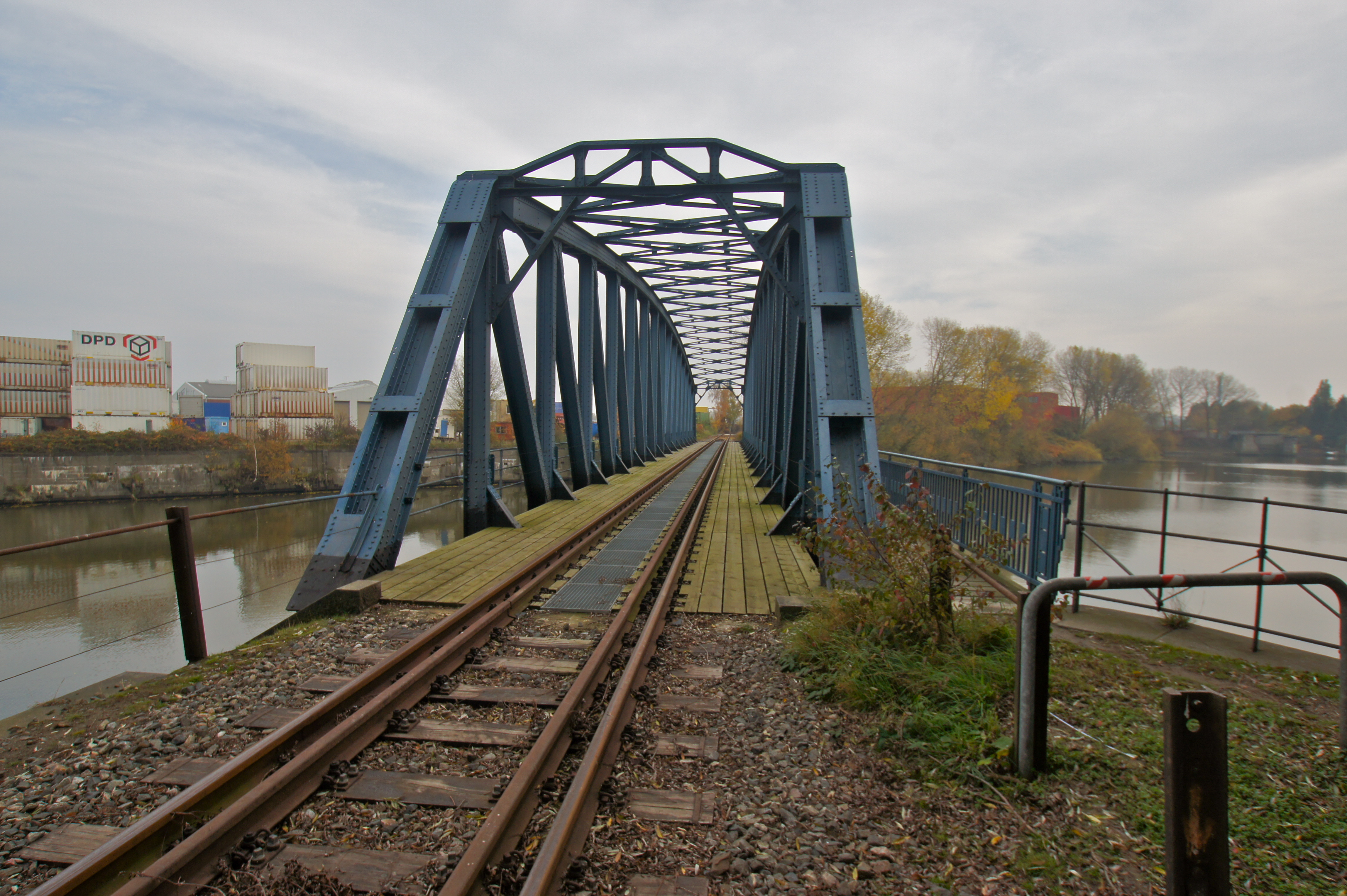
El pont ferroviari entre l'Hovekanal (esquerra) i el Müggenburger Kanal (dreta)
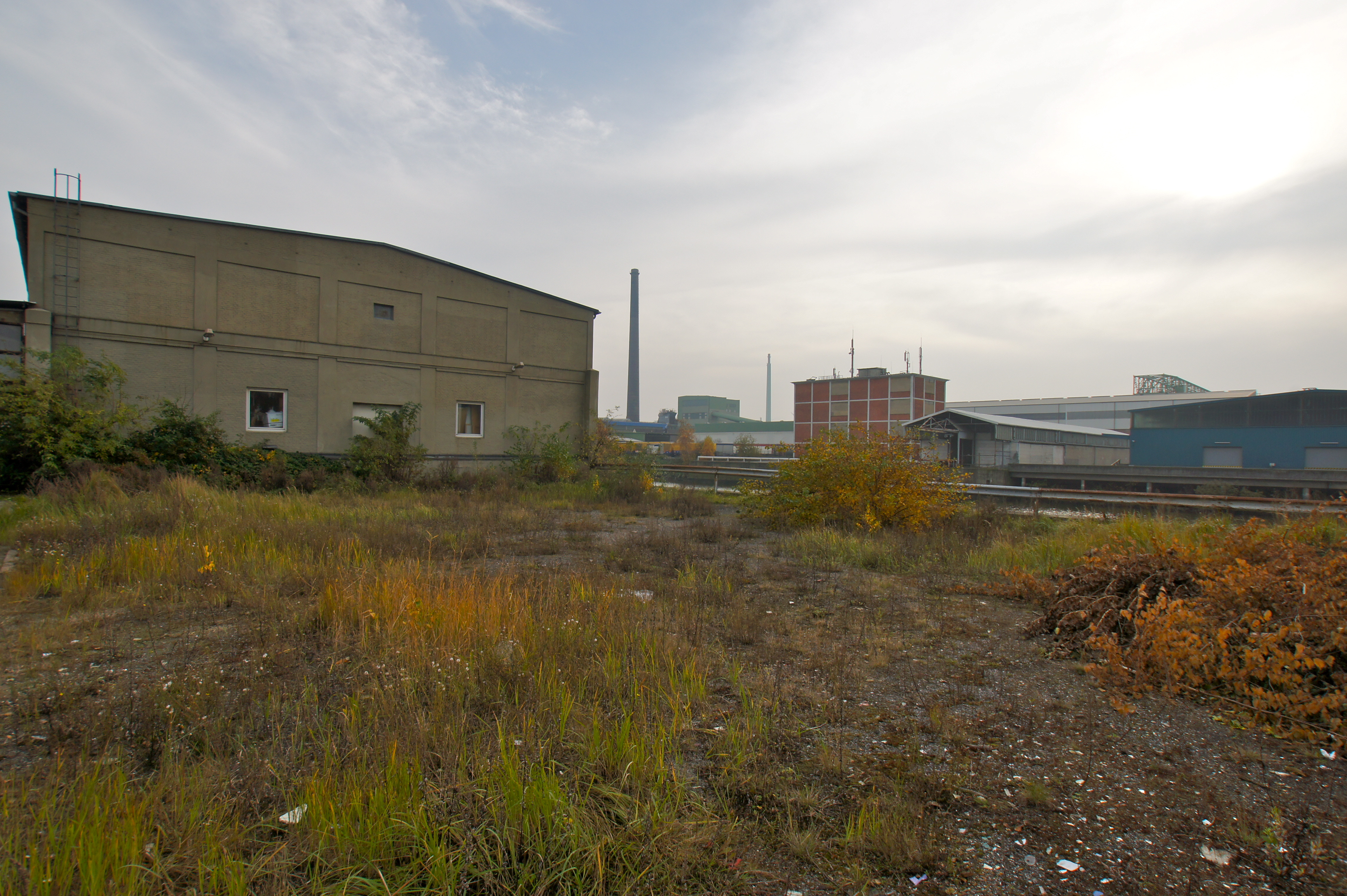
Fàbriques abandonades al marge del canal